# Natalia Sadowska
Natalia Sadowska, née le 27 juillet 1991 à Mława, est une joueuse de dames polonaise.
Championne du monde en 2016 et 2018 opposée à Olga Kamychleeva puis à Zoja Golubeva, elle termine à la deuxième place, toujours aux dames internationales, en 2015 à Wuhan et en 2021 à Varsovie dans un match contre Tamara Tansykkuzhina.
Grand maître international (GMIF), elle est championne d'Europe de jeu de dames féminin en 2022 après avoir été troisième au Championnat d'Europe en 2010. Elle a remporté la Coupe du monde 2022 et le Championnat mixte de Pologne en 2018 et 2019.
Elle pratique aussi les dames turques où elle a terminé deuxième au championnat du monde féminin en 2016.